# Болото Кругляк (заказник)
Боло́то Кругля́к — ботанічний заказник місцевого значення в Україні. Розташований у межах Рівненського району Рівненської області, на схід від села Святе. 
Площа 32,6 га. Статус надано згідно з рішенням обласної ради від 27.05.2005 року № 584. Перебуває у віданні Мізоцької селищної ради. 
Статус надано з метою збереження лісо-болотного природного комплексу з цінними видами рослин. 
Територія заказника входить до складу Дермансько-Острозького національного природного парку.